# Estação de metropolitano

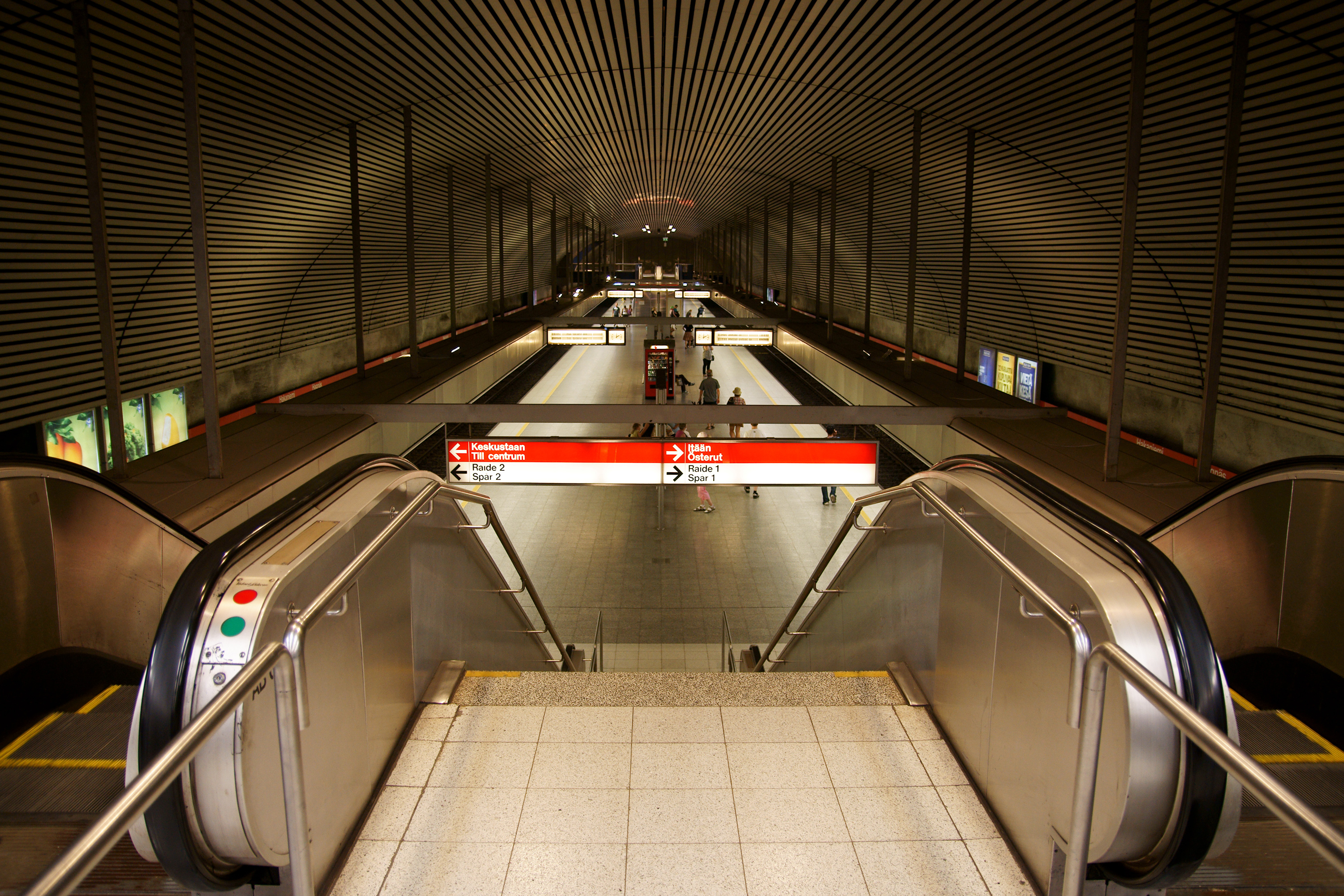
Estação de metropolitano em Hakaniemen.

Numa rede de metropolitano, uma estação é uma paragem que permite que os passageiros embarquem ou desembarquem das/dos carruagens/vagões. Podem ser subterrâneas, elevadas ou à superfície; quando há cruzamentos de linhas as estações podem ter diversos níveis para que o tráfego de passageiros se faça da melhor forma possível.
À entrada da estação o logótipo da empresa que opera o metropolitano indica que ali se encontra uma estação. Normalmente existem várias entradas para a mesma estação facilitando o acesso às mesmas; por exemplo, se uma estação estiver por baixo de um avenida, existe uma entrada de cada lado para evitar que um passageiro tenha que atravessar a via. Por vezes as estações ligam directamente a edifícios ou a estações de comboio (trem) por exemplo.
Algumas redes de metro são mundialmente famosas pela arquitectura das estações. Exemplo disso são o metropolitano de Moscovo, o metropolitano de Paris, o metropolitano de Estocolmo entre outros. 
As estações de metropolitano, ao contrário de muitas estações de comboio ou autocarro (ônibus), são muitos desenvolvidas no que diz respeito à arquitectura e às artes decorativas; o estilo pode variar muito de estação para estação. As esculturas, as pinturas murais e a iluminação conjugadas fazem de algumas estações autênticas obras de arte. As estações do metro de Moscovo foram construídas segundo ideais socialista, que pretendiam levar a arte ao povo em vez de a limitar aos mais abastados; nessa medida, as estações moscovitas são muitos ornamentadas: paredes de mármore, pavimentos de granito, grandes candelabros e muita luz; todas estas características fizeram desta estações verdadeiros "palácios subterrâneos". O metro de Lisboa também é conhecido pela sua decoração; o azulejo é o principal elemento decorativo das estações, fazendo de cada estação uma obra diferente. A estação do Alto dos Moinhos, por exemplo, tem azulejos alusivos a Fernando Pessoa do artista português Júlio Pomar.

## As estações e as novas tecnologias

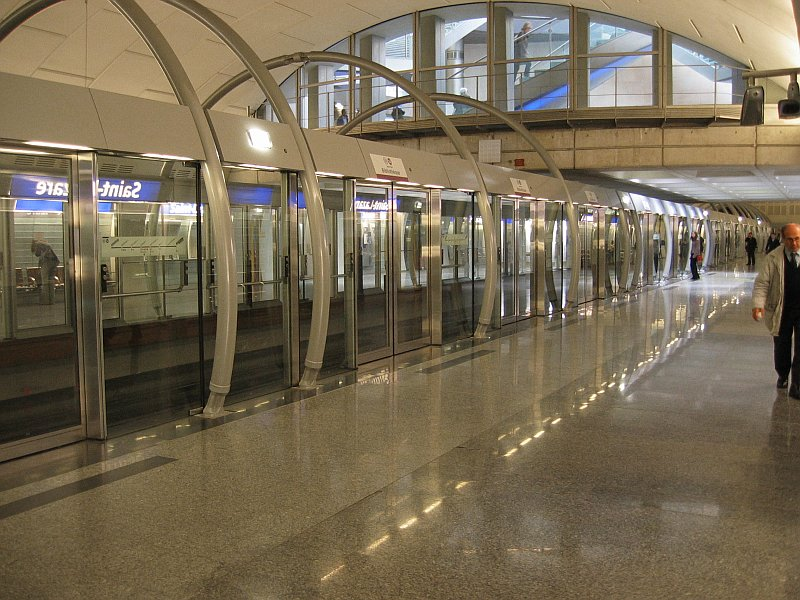
Estação de metrô de Saint-Lazare do Metropolitano de Paris.

Em algumas estações, principalmente nas de sistemas cujos metros circulem automaticamente (por exemplo o metropolitano de Lille), o cais/a plataforma onde os passageiros embarcam para as carruagens/vagões tem uma paredes, na maioria dos casos de vidro, com portas automáticas que abrem apenas quando chega um metropolitano à estação. Este sistema previne casos de suicídio ou mesmo de passageiros que caem para a linha. O sistema também melhora a ventilação das estações; a estação pode ser aquecida ou arrefecida sem que se faça o mesmo no túnel, perdendo desta forma muita energia.

## Galeria

Estações de metro
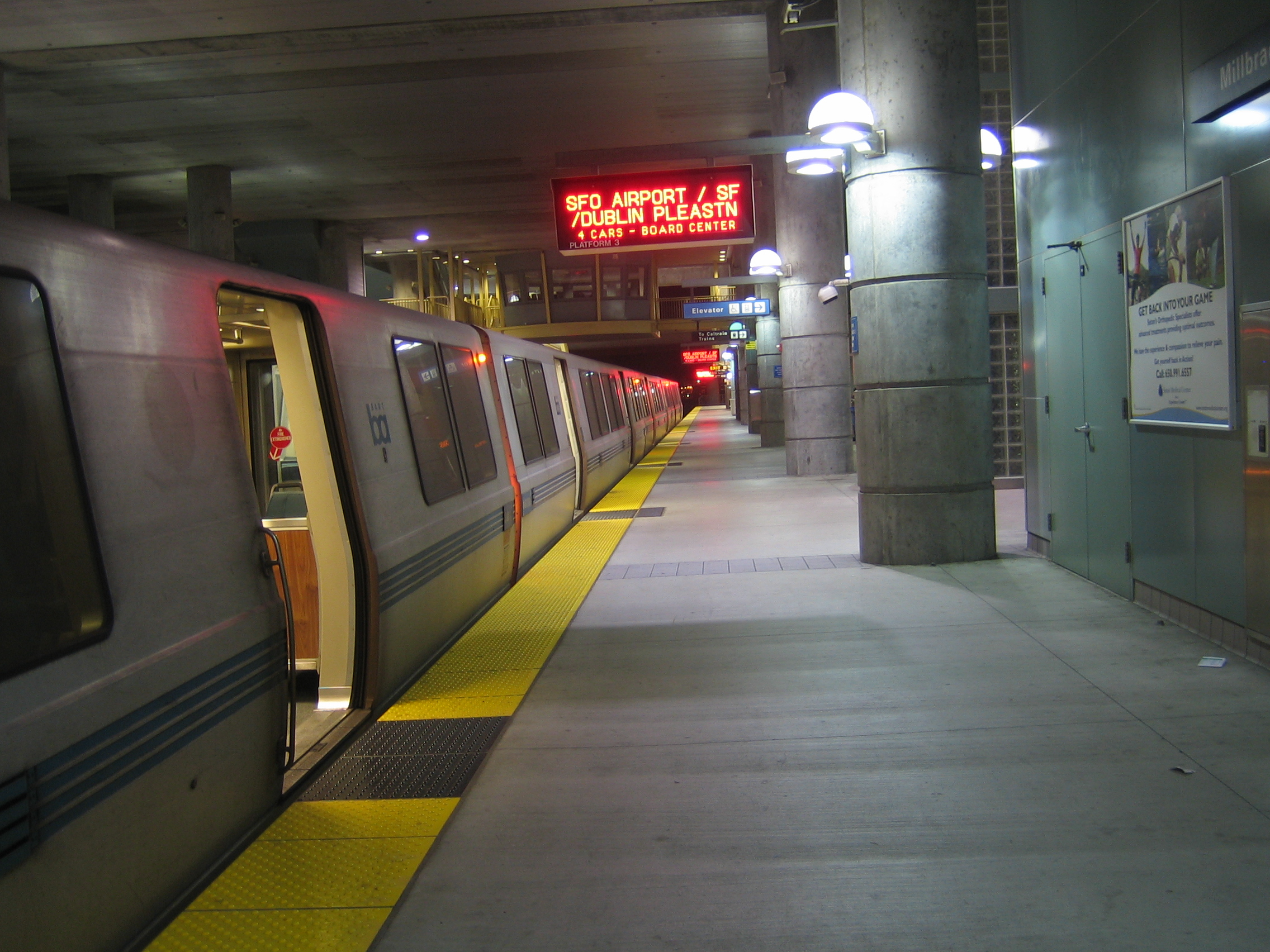
Metropolitano de São Francisco (BART).
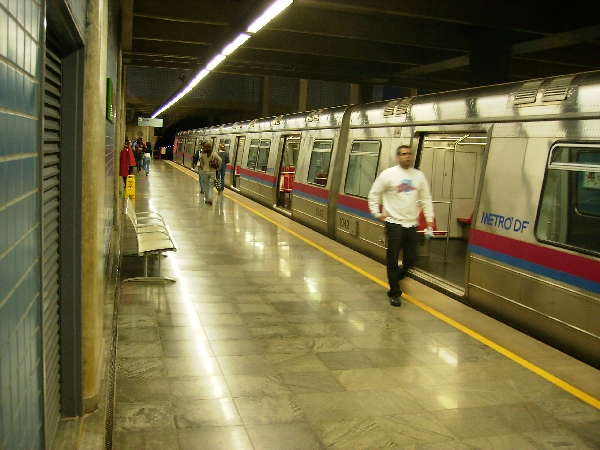
Metropolitano de Brasília.
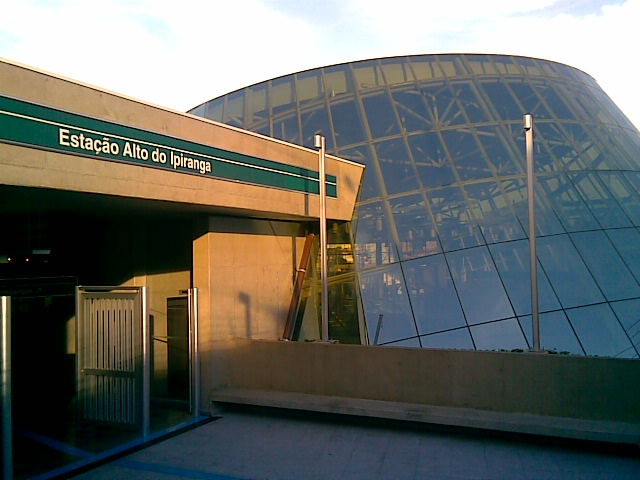
Metropolitano de São Paulo
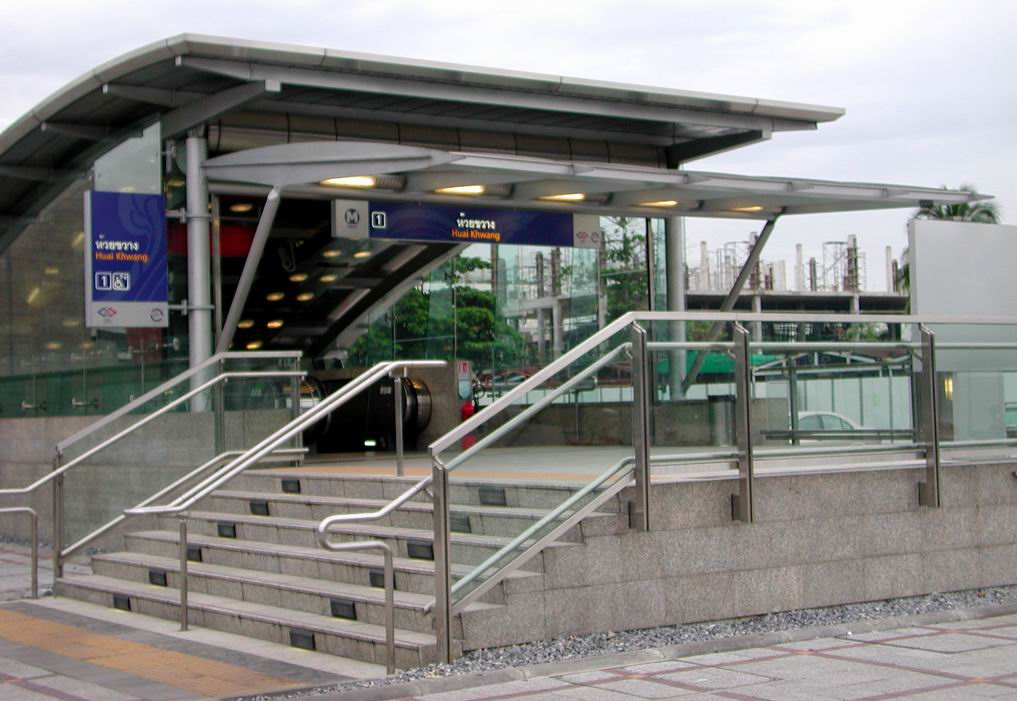
Metropolitano de Banguecoque.
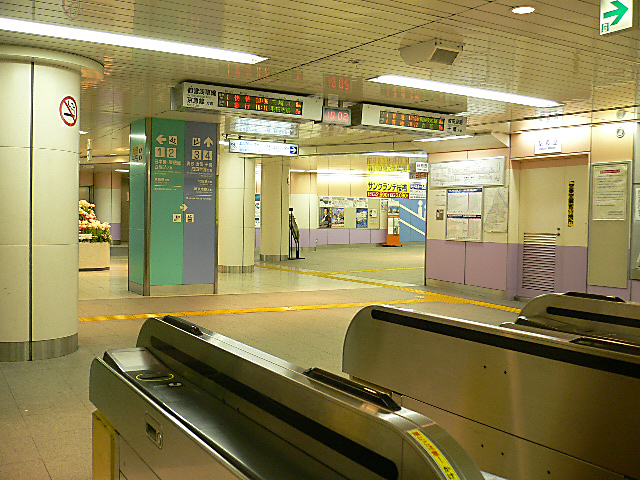
Metropolitano de Tóquio.
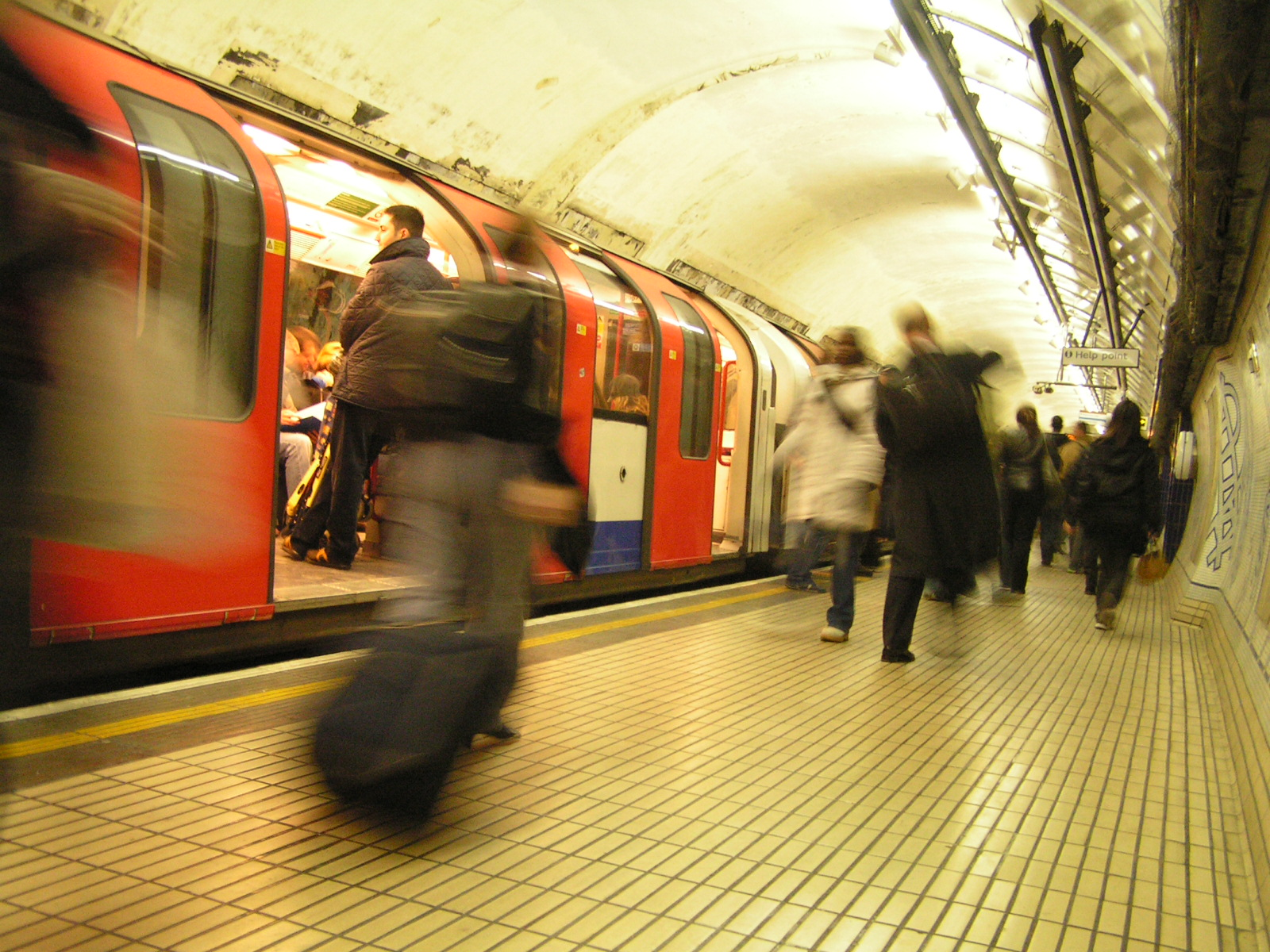
Metropolitano de Londres.
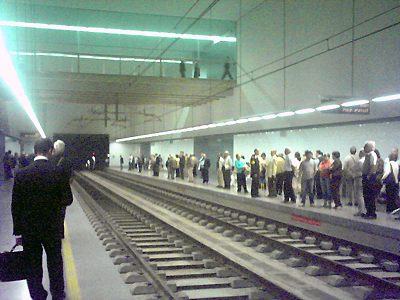
Metropolitano do Porto.
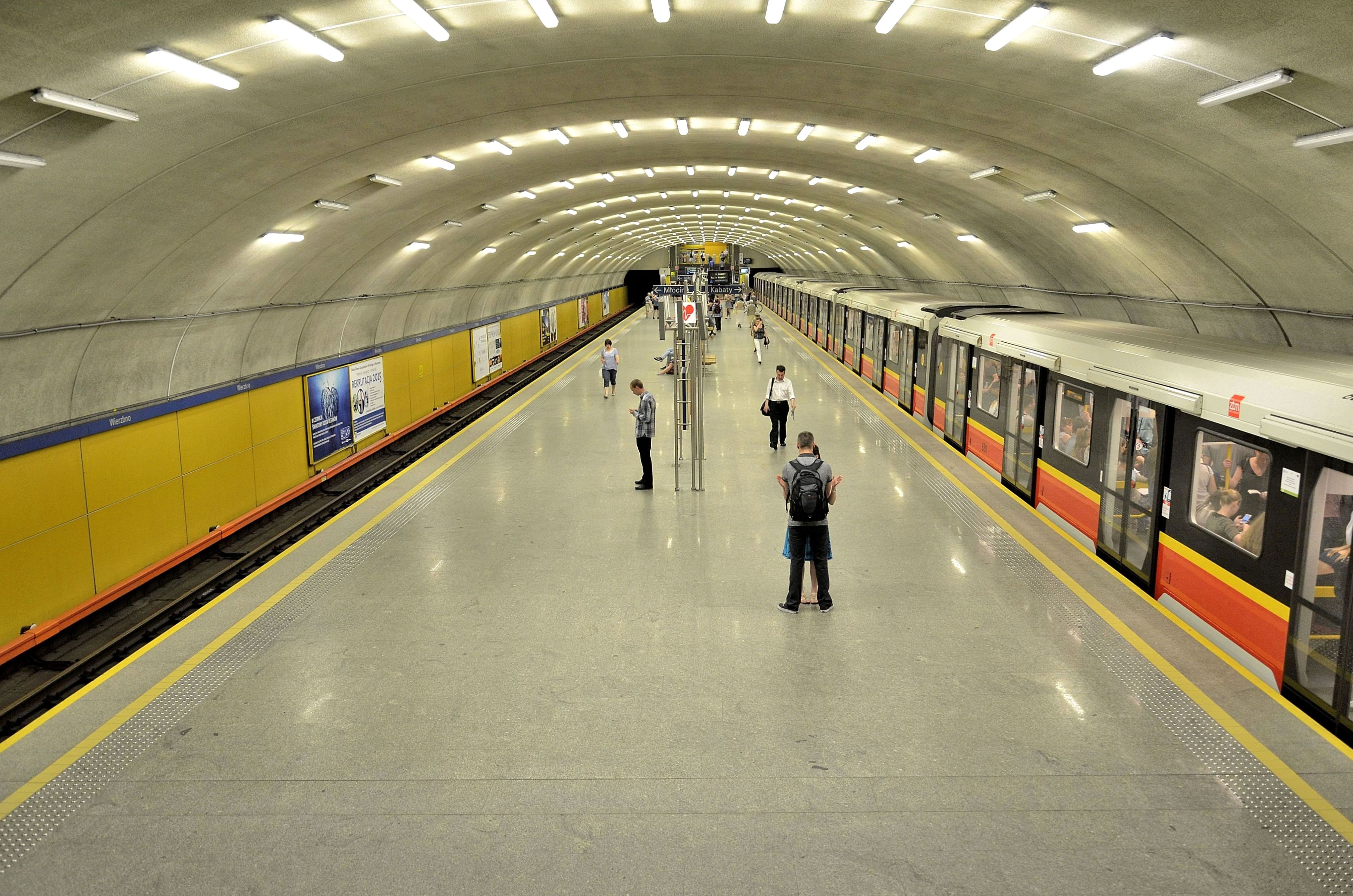
Metropolitano de Varsóvia.
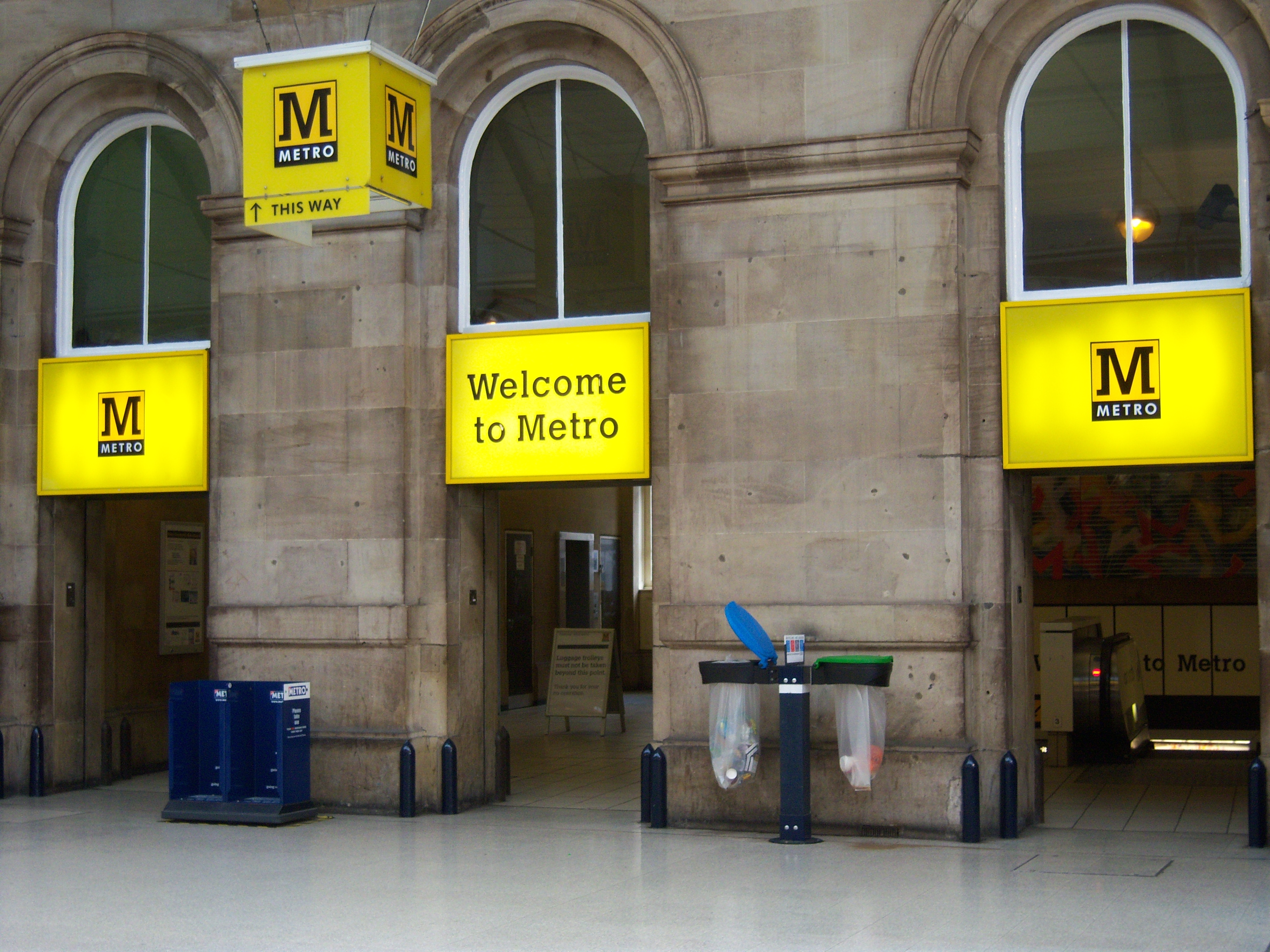
Metropolitano de Newcastle.